# Гай, Мария
Мари́я де Лу́рдес Луси́я Анто́ния Пи́кот Хироне́с (кат. María de Lourdes Lucia Antonia Pichot Gironés, более известная как Мари́я Гай Дзенате́лло итал. María Gay Zenatello; 12 июня 1876, Барселона, Каталония, Испания — 29 июля 1943, Нью-Йорк, Нью-Йорк, США) — испанская и каталанская оперная певица (меццо-сопрано). Сестра художника Рамона Пикота-и-Хиронеса.

## Биография
Ученица Ады Адини. В 1897 году вышла замуж за каталанского композитора Жоана Гая-и-Пианелью. С 1902 года выступала сначала в концертах, а затем в театре Де ла Монне в Брюсселе. С 1906 года в миланском «Ла Скала», где встретилась с Джованни Дзенателло, ставшим не только вокальным партнёром, но и мужем, правда только в 1926 году, после смерти первого мужа певицы, ибо он не давал развода. Гастролировала с Дзенателло в Санкт-Петербурге в 1908 году и в Москве в 1924 году. С 1908 года они жили в США. В 1908—1909 солистка Нью-Йоркского театра «Метрополитен-опера», в 1910—1912 годы в — Бостонской оперной компании, а в 1913—1927 годах в — Чикагской оперной компании. В 1913 пела партию Амнерис на открытии фестиваля «Арена ди Верона» (партию Радомеса исполнил её муж Дзенателло). Много записей сделала на студии «Columbia Records». С 1927 года руководила школой пения в Нью-Йорке. Похоронена на кладбище Фернклифф.

## Партии
- «Кармен» Жорж Бизе — Кармен
- «Самсон и Далила» Камиль Сен-Санс — Далила
- «Аида» Джузеппе Верди — Амнерис